# Finley (Dacota do Norte)
Finley é uma cidade localizada no estado norte-americano de Dacota do Norte, no Condado de Steele. A cidade foi fundada em 1896. É a sede de condado de Steele.

## Demografia
Segundo o censo norte-americano de 2000, a sua população era de 515 habitantes.
Em 2006, foi estimada uma população de 439, um decréscimo de 76 (-14.8%).

## Geografia
De acordo com o United States Census Bureau tem uma área de 9,0 km², dos quais 9,0 km² cobertos por terra e 0,0 km² cobertos por água. Finley localiza-se a aproximadamente 443 m acima do nível do mar.

## Localidades na vizinhança
O diagrama seguinte representa as localidades num raio de 32 km ao redor de Finley.